# Bagoong

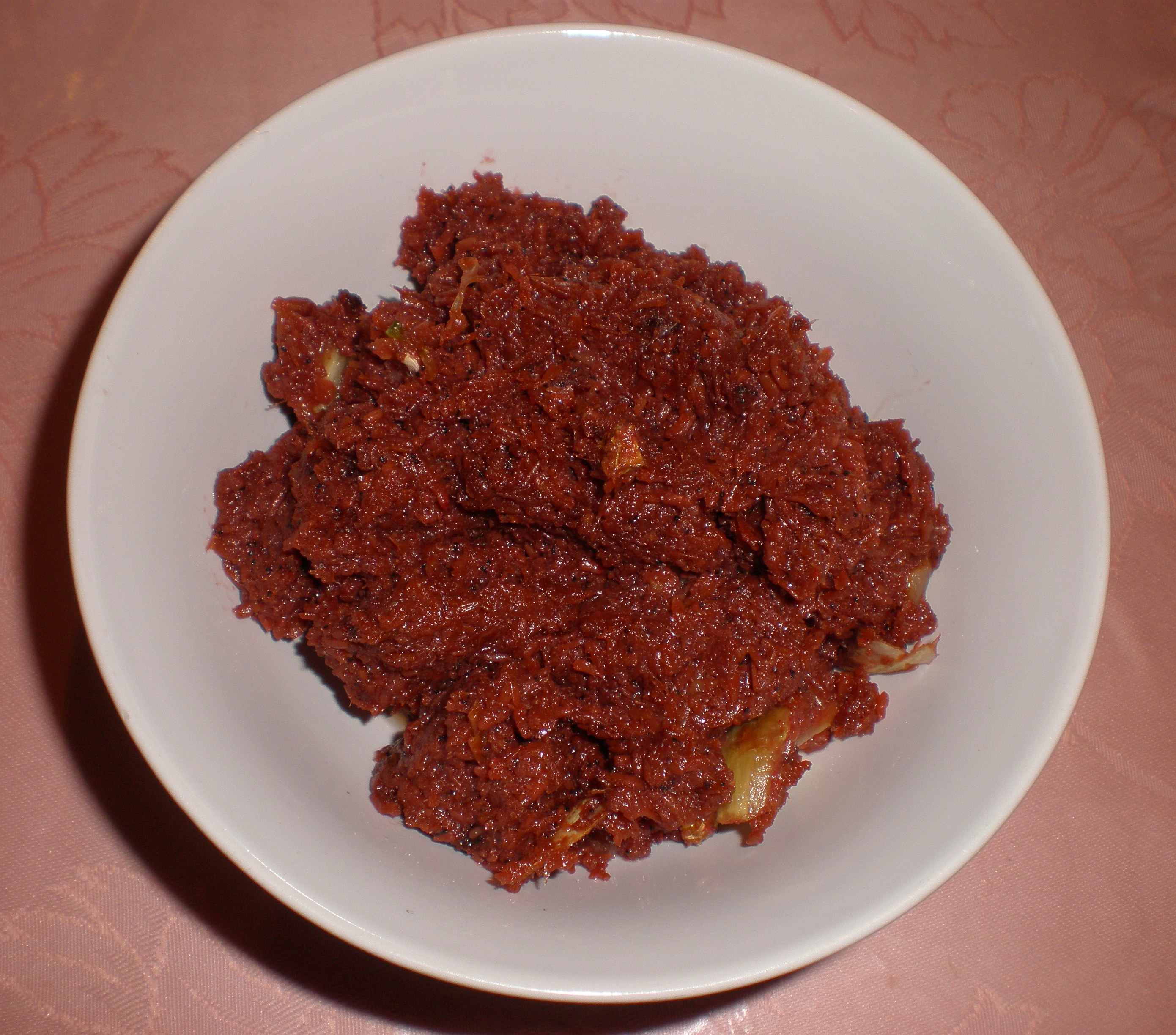
Le bagoóng alamáng est préparé en faisant fermenter du krill dans du sel.

Le bagoóng (prononciation : [bɐɡuˈoŋ] ; en ilocano : bugguong) est un condiment philippin préparé à partir de poisson (bagoóng isdâ) ou de krill (bagoóng alamáng) partiellement ou complètement fermenté et de sel. Le processus de fermentation permet aussi d'obtenir de la sauce de poisson (patís).
La préparation du bagoóng varie suivant les régions des Philippines.

## Types
Le bagoóng est habituellement préparé à partir de diverses espèces de poisson. Parmi les communes, on trouve, :
- des anchois, appelées dilis, monamon, bolinaw ou gurayan (Stolephrus et Encrasicholina)
- des galunggóng ou tamodios (Decapterus)
- des terong (Emmelichthys nitidus, Emmelichthys struhsakeri et Plagiogeneion rubiginosum)
- des sapsáp (Leiognathus, Photopectoralis et Equulites)
- des padas (Siganus)
- des ipon (Glossogobius giuris)
- des harengs (Clupeoides lila)
- des ayungin (Leiopotherapon plumbeus)

Le bagoóng de poisson est simplement appelé bagoóng isdâ (littéralement « poisson mis en sac ») à Luçon et dans les régions du nord des Visayas. Dans le sud des Visayas et à Mindanao, le bagoong de poisson est appelé guinamos (ou ginamos). On fait ensuite la différence entre les types de poissons avec lesquels ils sont préparés. Ceux qui sont préparés avec des anchois sont généralement connus sous le nom bagoong monamon ou bagoong dilis et ceux préparé à partir de terong, bagoong terong.
Le bagoong peut aussi être préparé à partir de krill. Ce type de bagoong est connu sous le nom bagoong alamang. Il est appelé uyap ou alamang dans le sud des Philippines, armang à Ilocos et dans les régions du nord de Luçon, et ginamos ou dayok dans l'ouest des Visayas,.
Dans de rares cas, il peut aussi être fait à partir d'huîtres, de palourdes et de rogue de poisson ou de crevettes,. Un type de bagoong préparé dans la ville de Balayan, Batangas est connu sous le nom de bagoong Balayan.

## Préparation

### Bagoong isdaetbagoong alamang
Le bagoong isda est préparé en mélangeant du sel et du poisson, généralement en se fiant au volume ; les proportions du mélange dépendent du producteur. Le sel et le poisson sont mélangés de façon homogène à la main. Le mélange est conservé dans de grandes jarres de fermentation en terre cuite (appelées burnay en ilocano). Elles sont couvertes pour éloigner les mouches et on les laisse fermenter pendant 30 à 90 jours, brassant occasionnellement pour s'assurer que le sel est réparti uniformément. Le mélange peut prendre du volume de façon significative durant le processus.
La préparation du bagoong alamang (de crevette ou de pâte de krill) est similaire : le krill est nettoyé soigneusement et lavé dans une saumure légèrement salée (10 %). Comme pour le bagoong de poisson, les crevettes sont ensuite mélangées avec du sel dans un ratio de masse de 25 % de sel pour 75 % de crevettes.
Les produits issus de la fermentation sont généralement gris pâle à blanc. Pour obtenir la couleur rouge ou rose caractéristique de certains bagoong, on rajoute du angkak, une sorte de colorant alimentaire. Le angkak est obtenu en introduisant une moisissure rouge (Monascus purpureus) sur du riz. On préfère utiliser un sel de haute qualité avec peu d'impuretés minérales. Un sel contenant beaucoup de métaux donne souvent comme résultat un bagoong de couleur plus sombre et ayant un arrière-goût moins agréable. De même, ajouter trop ou pas assez de sel a un impact significatif sur la vitesse et la qualité de la fermentation ; en effet, le sel a un effet sur les bactéries impliquées dans la fermentation. Certains producteurs moulent finement le produit obtenu et le vendent en tant que pâte de poisson.

### Patís
Le patís ou sauce de poisson est un sous-produit de la fermentation. C'est un liquide clair et jaunâtre qui flotte au-dessus de la préparation fermentée et a une saveur prononcée salée, proche du fromage. Parmi les sauces similaires au patís on trouve : nước mắm au Viêt Nam, nam pha (ນ້ຳປາ) au Laos, hom ha en Chine, nam pla en Thaïlande, shitsuru au Japon et saeu chot en Corée, mais aussi le garum de la Grèce antique et de l'Empire romain.
Pour obtenir du patís, la fermentation est plus longue, généralement de 6 mois jusqu'à 1 an. Durant ce long processus de fermentation, les composants du poisson ou des crevettes se décomposent par hydrolyse, produisant un liquide clair et jaunâtre au-dessus du mélange. Le patis ainsi obtenu peut être récupéré une fois qu'il a développé son odeur caractéristique. Il est filtré, pasteurisé et mis en bouteille séparément, tandis que le résidu est transformé en bagoong. Si le résidu solide n'est pas assez humide, on ajoute de la saumure. La vitesse de fermentation peut varier suivant les niveaux de pH du mélange et la température. Une exposition au soleil peut aussi réduire le temps nécessaire de deux mois.

## Dans la cuisine philippine
Le bagoong est largement utilisé dans la cuisine philippine. Il est notamment un condiment de base dans des plats traditionnels comme le pinakbet.